# Mistrzostwa Afryki w Chodzie Sportowym 1999
Mistrzostwa Afryki w Chodzie sportowym 1999 – zawody lekkoatletyczne rozegrane w Bumardas w Algierii.
W rywalizacji drużynowej mężczyzn złote medale wywalczyli Algierczycy.

## Rezultaty

### Mężczyźni
| Konkurencja:  | 1. miejsce   | Rezultat | 2. miejsce      | Rezultat | 3. miejsce   | Rezultat |
| Chód na 20 km | Hatem Ghoula | 1:28:12  | Moussa Aouanouk | 1:31:44  | Merzak Abbès | 1:32:42  |

### Kobiety
| Konkurencja:  | 1. miejsce    | Rezultat | 2. miejsce     | Rezultat | 3. miejsce   | Rezultat |
| Chód na 10 km | Bahia Boussad | 51:36    | Dounia Mimouni | 52:32    | Wafa Mouelhi | 52:40    |